# Шотландський гамбіт
Шотландський гамбіт — шаховий дебют, що починається ходами: 
 1. e2-e4 e7-e5 
 2. Kg1-f3 Kb8-c6 
 3. d2-d4 e5:d4 
 4. Cf1-c4. 
Відноситься до відкритих початків.

## Історія
Цей дебют був відомий ще в XIX столітті. Жертвою пішака білі прагнуть до негайного захоплення ініціативи. Гамбіт веде до гострої фігурної гри, в якій важливу роль відіграють швидкий розвиток і точний розрахунок варіантів. Іноді до «шотландського гамбіту» відносять і «гамбіт Горінга».

## Основні варіанти
- 4…Kf6 — див. Захист двох коней.
- 4…Cc5 5. c3.
  -  5…Kf6 — див. Італійська партія.
  - 5…dc 6. Cf7+ Kpf7 7. Фd5+ Kpf8 8. Фc5+ Фe7 9. Фc3!
  - 5…-d3.